# Pontotoc (Mississippi)
Pour les articles homonymes, voir Pontotoc.
La ville de Pontotoc est le siège du comté de Pontotoc, situé dans l'État du Mississippi, aux États-Unis. Lors du recensement de 2010, sa population s’élevait à 5 625 habitants.

## Personnalités liées
- Landrum Brewer Shettles (1900-2003), biologiste et chercheur.
- Roger Wicker (1951-), homme politique et sénateur des États-Unis pour le Mississippi depuis 2007.